# Boninella
Boninella is een kevergeslacht uit de familie van de boktorren (Cerambycidae). De wetenschappelijke naam van het geslacht werd voor het eerst geldig gepubliceerd in 1956 door Gressitt.

## Soorten
Boninella omvat de volgende soorten:
- Boninella anoplos (Ohbayashi, 1976)
- Boninella degenerata Gressitt, 1956
- Boninella hirsuta (Ohbayashi, 1976)
- Boninella igai Ohbayashi N., 1976
- Boninella kamezawai Hasegawa & N. Ohbayashi, 2009
- Boninella karubei Hasegawa & N. Ohbayashi, 2009
- Boninella satoi (Ohbayashi, 1976)
- Boninella takakuwai Hasegawa & N. Ohbayashi, 2009